# Natation aux Jeux du Commonwealth de 2014
Navigation
Édition 2010 Édition 2018
Les épreuves de natation des Jeux du Commonwealth de 2014, se déroulent du 24 au 29 juillet 2014 à Glasgow, en Écosse. Les épreuves se déroulent au Tollcross International Swimming Centre.

## Podiums

### Hommes
| Épreuves           | Or | Or             | Argent | Argent   | Bronze | Bronze     |
| ------------------ | --- | -------------- | --- | -------- | --- | ---------- |
| Nage libre         | |                | |          | |            |
| 50 m               | Benjamin Proud | 21.92          | Cameron McEvoy | 22.00    | James Magnussen | 22.10      |
| 100 m              | James Magnussen | 48.11          | Cameron McEvoy | 48.34    | Tommaso D'Orsogna | 49.04      |
| 100 m S9           | Rowan Crothers | 54.58 WR       | Matthew Cowdrey | 56.33    | Brenden Hall | 56.85      |
| 200 m              | Thomas Fraser-Holmes | 1:45.08        | Cameron McEvoy | 1:45.56  | Calum Jarvis | 1:46.53    |
| 200 m S14          | Daniel Fox | 1:57.89        | Thomas Hamer | 2:00.27  | Jack Thomas | 2:01.27    |
| 400 m              | Ryan Cochrane | 3:43.46        | David McKeon | 3:44.09  | James Guy | 3:44.58 NR |
| 1500 m             | Ryan Cochrane | 14:44.03       | Mack Horton | 14:48.76 | Daniel Jervis | 14:55.33   |
| Dos                | |                | |          | |            |
| 50 m               | Ben Treffers | 24.67          | Mitch Larkin | 24.80    | Liam Tancock | 24.98      |
| 100 m              | Chris Walker-Hebborn | 53.12 GR       | Mitch Larkin | 53.59    | Josh Beaver Liam Tancock | 53.75      |
| 200 m              | Mitch Larkin | 1:55.83        | Josh Beaver | 1:56.19  | Matson Lawson | 1:56.63    |
| Brasse             | |                | |          | |            |
| 50 m               | Cameron van der Burgh | 26.76 GR       | Adam Peaty | 26.78    | Christian Sprenger | 27.46      |
| 100 m              | Adam Peaty | 58.94 GR       | Cameron van der Burgh | 59.28    | Ross Murdoch | 59.47      |
| 200 m              | Ross Murdoch | 2:07.30 CR, GR | Michael Jamieson | 2:08.40  | Andrew Willis | 2:09.87    |
| Papillon           | |                | |          | |            |
| 50 m               | Benjamin Proud | 22.93 GR       | Roland Schoeman | 23.13    | Chad le Clos | 23.36      |
| 100 m              | Chad le Clos | 51.29 GR       | Joseph Schooling | 51.69    | Adam Barrett | 51.93      |
| 200 m              | Chad le Clos | 1:55.07        | Grant Irvine | 1:56.34  | Sebastien Rousseau | 1.56:43    |
| Quatre nages       | |                | |          | |            |
| 200 m              | Daniel Tranter | 1:57.83 GR     | Daniel Wallace | 1:58.72  | Chad le Clos | 1:58.85    |
| 200 m SM8          | Oliver Hynd | 2:22.86        | Jesse Aungles | 2:31.25  | Blake Cochrane | 2:32.72    |
| 400 m              | Daniel Wallace | 4:11.20        | Thomas Fraser-Holmes | 4:12.04  | Sebastien Rousseau | 4:13.09    |
| Relais             | |                | |          | |            |
| 4×100 m nage libre | Australie Tommaso D'Orsogna (49.26) Matthew Abood (48.77) James Magnussen (47.49) Cameron McEvoy (47.92) Ned McKendry Kenneth To Jayden Hadler         | 3:13.44 GR     | Afrique du Sud Chad le Clos (48.53) Roland Schoeman (48.78) Leith Shankland (48.14) Caydon Muller (49.72) Clayton Jimmie Calvyn Justus                            | 3:15.17  | Angleterre Adam Brown (49.47) James Disney-May (48.81) Adam Barrett (49.04) Benjamin Proud (49.05) Lewis Coleman Chris Walker-Hebborn           | 3:16.37    |
| 4×200 m nage libre | Australie Cameron McEvoy (1:48.10) David McKeon (1:45.82) Ned McKendry (1:48.28) Thomas Fraser-Holmes (1:45.18) Mack Horton                            | 7.07.38 GR     | Écosse Daniel Wallace (1:47.37) Stephen Milne (1:47.17) Duncan Scott (1:47.18) Robert Renwick (1:47.46) Jak Scott Gareth Mills Cameron Brodie Craig Hamilton      | 7.09.18  | Afrique du Sud Devon Brown (1:47.49) Chad le Clos (1:47.13) Sebastien Rousseau (1:47.03) Dylan Bosch (1:48.71) Calvyn Justus                    | 7.10.36    |
| 4×100 m 4 nages    | Angleterre Chris Walker-Hebborn (53.40) Adam Peaty (58.59) Adam Barrett (51.02) Adam Brown (48.50) Liam Tancock James Wilby James Guy James Disney-May | 3:31.51 GR     | Australie Mitch Larkin (53.59) Christian Sprenger (59.64) Jayden Hadler (51.81) James Magnussen (47.17) Joshua Beaver Kenneth To Tommaso D'Orsogna Cameron McEvoy | 3:32.21  | Afrique du Sud Sebastien Rousseau (55.33) Cameron van der Burgh (59.40) Chad le Clos (51.05) Leith Shankland (48.69) Dylan Bosch Clayton Jimmie | 3:34.47    |

### Femmes
| Épreuves           | Or | Or             | Argent | Argent     | Bronze | Bronze  |
| ------------------ | --- | -------------- | --- | ---------- | --- | ------- |
| Nage libre         | |                | |            | |         |
| 50 m               | Francesca Halsall | 23.96 CR, GR   | Cate Campbell | 24.00      | Bronte Campbell | 24.20   |
| 100 m              | Cate Campbell | 52.68 GR       | Bronte Campbell | 52.86      | Emma McKeon | 53.61   |
| 100 m S8           | Maddison Elliott | 1:05.32 WR     | Stephanie Slater | 1:05.73    | Lakeisha Patterson | 1:08.98 |
| 200 m              | Emma McKeon | 1:55.57 GR, NR | Siobhan-Marie O'Connor | 1:55.82    | Bronte Barratt | 1:56.62 |
| 400 m              | Lauren Boyle | 4:04.47 GR     | Jazmin Carlin | 4:05.16    | Bronte Barratt | 4:06.02 |
| 800 m              | Jazmin Carlin | 8:18.11 GR     | Lauren Boyle | 8:20.59    | Brittany MacLean | 8:20.91 |
| Dos                | |                | |            | |         |
| 50 m               | Georgia Davies | 27.56 GR       | Lauren Quigley | 27.69      | Brooklynn Snodgrass | 27.97   |
| 100 m              | Emily Seebohm | 59.37 GR       | Georgia Davies | 59.58      | Belinda Hocking | 59.93   |
| 200 m              | Belinda Hocking | 2:07.24 GR     | Emily Seebohm | 2:08.51    | Hilary Caldwell | 2:08.55 |
| Brasse             | |                | |            | |         |
| 50 m               | Leiston Pickett | 30.59          | Alia Atkinson | 30.67      | Corrie Scott | 30.75   |
| 100 m              | Sophie Taylor | 1:06.35        | Lorna Tonks | 1:07.34    | Alia Atkinson | 1:08.14 |
| 100 m SB9          | Sophie Pascoe | 1:19.36        | Madeleine Scott | 1:21.38    | Erraid Davies | 1:21.68 |
| 200 m              | Taylor McKeown | 2:22.36        | Sally Hunter | 2:23.33    | Molly Renshaw | 2:25.00 |
| Papillon           | |                | |            | |         |
| 50 m               | Francesca Halsall | 25.20 CR, GR   | Arianna Vanderpool-Wallace | 25.53      | Brittany Elmslie | 25.91   |
| 100 m              | Katerine Savard | 57.40 GR       | Siobhan-Marie O'Connor | 57.45      | Emma McKeon | 57.66   |
| 200 m              | Audrey Lacroix | 2:07.61        | Aimee Willmott | 2:08.07    | Madeline Groves | 2:08.44 |
| Quatre nages       | |                | |            | |         |
| 200 m              | Siobhan-Marie O'Connor | 2:08.21 GR     | Alicia Coutts | 2:10.30    | Hannah Miley | 2:10.74 |
| 200 m SM10         | Sophie Pascoe | 2:27.74        | Katherine Downie | 2:31.98    | Aurélie Rivard | 2:32.09 |
| 400 m              | Hannah Miley | 4:31.76 GR     | Aimee Willmott | 4:33.01    | Keryn McMaster | 4:36.35 |
| Relais             | |                | |            | |         |
| 4×100 m nage libre | Australie Bronte Campbell (53.15) GR Melanie Schlanger (52.76) Emma McKeon (52.91) Cate Campbell (52.16) Madeline Groves Brittany Elmslie Alicia Coutts    | 3:30.98 WR     | Angleterre Siobhan-Marie O'Connor (54.06) Francesca Halsall (53.17) Amy Smith (53.88) Rebecca Turner (54.61) Lauren Quigley Jess Lloyd Amelia Maughan                         | 3:35.72 NR | Canada Victoria Poon (55.29) Sandrine Mainville (54.69) Michelle Williams (54.66) Alyson Ackman (55.36)                                                  | 3:40.00 |
| 4×200 m nage libre | Australie Emma McKeon (1:56.01) Alicia Coutts (1:59.34) Brittany Elmslie (1:57.89) Bronte Barratt (1:56.66) Madeline Groves Remy Fairweather               | 7:49.90 GR     | Canada Samantha Cheverton (1:57.99) Brittany MacLean (1:56.87) Alyson Ackman (1:58.43) Emily Overholt (1:58.38)                                                               | 7:51.67    | Angleterre Siobhan-Marie O'Connor (1:57.19) Amelia Maughan (1:59.53) Ellie Faulkner (1:58.08) Rebecca Turner (1:57.65) Jess Lloyd Aimee Willmott         | 7:52.45 |
| 4×100 m 4 nages    | Australie Emily Seebohm (59.41) Lorna Tonks (1:08.28) Emma McKeon (56.95) Cate Campbell (51.59) Belinda Hocking Sally Hunter Alicia Coutts Bronte Campbell | 3:56.23 GR     | Angleterre Lauren Quigley (1:00.17) Sophie Taylor (1:06.39) Siobhan-Marie O'Connor (57.89) Francesca Halsall (52.58) Elizabeth Simmonds Molly Renshaw Rachael Kelly Amy Smith | 3:57.03    | Canada Sinead Russell (59.94) Tera van Beilen (1:08.01) Katerine Savard (57.72) Sandrine Mainville (54.90) Kierra Smith Audrey Lacroix Michelle Williams | 4:00.57 |

## Tableau des médailles
- Nation organisatrice

| Rang | Nation           | Or | Argent | Bronze | Total |
| ---- | ---------------- | -- | ------ | ------ | ----- |
| 1    | Australie        | 19 | 21     | 17     | 57    |
| 2    | Angleterre       | 10 | 10     | 8      | 28    |
| 3    | Canada           | 4  | 1      | 6      | 11    |
| 4    | Afrique du Sud   | 3  | 3      | 6      | 12    |
| 5    | Écosse           | 3  | 3      | 4      | 10    |
| 6    | Nouvelle-Zélande | 3  | 1      | 0      | 4     |
| 7    | Pays de Galles   | 2  | 2      | 3      | 7     |
| 8    | Jamaïque         | 0  | 1      | 1      | 2     |
| 9    | Bahamas          | 0  | 1      | 0      | 1     |
| 9    | Singapour        | 0  | 1      | 0      | 1     |